# Richard Fortus
Richard Fortus (* 17. listopadu 1966) je americký kytarista. Hrál v kapelách Love Spit Love a reformovaných Psychedelic Furs, kde navázal spolupráci s Richardem Butlerem. Mezi vedlejší Fortusovy projekty patřila také spolupráce s popovými hvězdami Britney Spears a *NSYNC. V současnosti je Richard Fortus členem Guns N' Roses, kde nahradil Paula Tobiase.
Richard Fortus je ženatý a se svou ženou, Jen Fortus, má dceru, která se jmenuje Paisley Piper Fortus.